# Mothership
Pour l'album jazz de Larry Young, voir Mother Ship.
Albums de Led Zeppelin
How the West Was Won
(2003) Definitive Collection
(2008)
Mothership est une compilation de Led Zeppelin sortie le 12 novembre 2007, dont les titres ont été sélectionnés par les trois membres survivants du groupe : Jimmy Page, Robert Plant et John Paul Jones.

## Titres

### CD 1
1. Good Times Bad Times (Led Zeppelin) (Page/Jones/Bonham)
2. Communication Breakdown (Led Zeppelin) (Page/Jones/Bonham)
3. Dazed and Confused (Led Zeppelin) (Page)
4. Babe I'm Gonna Leave You (Led Zeppelin) (Anne Bredon/Page/Plant)
5. Whole Lotta Love (Led Zeppelin II) (Page/Plant/Jones/Bonham/Willie Dixon)
6. Ramble On (Led Zeppelin II) (Page/Plant)
7. Heartbreaker (Led Zeppelin II) (Page/Plant/Jones/Bonham)
8. Immigrant Song (Led Zeppelin III) (Page/Plant)
9. Since I've Been Loving You (Led Zeppelin III) (Page/Plant/Jones)
10. Rock and Roll (Led Zeppelin IV) (Page/Plant/Jones/Bonham)
11. Black Dog (Led Zeppelin IV) (Page/Plant/Jones)
12. When the Levee Breaks (Led Zeppelin IV) (Page/Plant/Jones/Bonham/Memphis Minnie)
13. Stairway to Heaven (Led Zeppelin IV) (Page/Plant)

### CD 2
1. The Song Remains the Same (Houses of the Holy) (Page/Plant)
2. Over the Hills and Far Away (Houses of the Holy) (Page/Plant)
3. D'yer Mak'er (Houses of the Holy) (Page/Plant/Jones/Bonham)
4. No Quarter (Houses of the Holy) (Page/Plant/Jones)
5. Trampled Under Foot (Physical Graffiti) (Page/Plant/Jones)
6. Houses of the Holy (Physical Graffiti) (Page/Plant)
7. Kashmir (Physical Graffiti) (Page/Plant/Bonham)
8. Nobody's Fault but Mine (Presence) (Page/Plant)
9. Achilles Last Stand (Presence) (Page/Plant)
10. In the Evening (In Through the Out Door) (Page/Plant/Jones)
11. All My Love (In Through the Out Door) (Plant/Jones)

### DVD
Édition limitée DVD : extraits de Led Zeppelin DVD.
1. We're Gonna Groove (King/Bethea) (Royal Albert Hall - 9 janvier 1970)
2. I Can't Quit You Baby (Dixon) (Royal Albert Hall - 9 janvier 1970)
3. Dazed and Confused (Page) (Royal Albert Hall - 9 janvier 1970)
4. White Summer (traditionnel, arr. Page) (Royal Albert Hall - 9 janvier 1970)
5. What Is and What Should Never Be (Page/Plant) (Royal Albert Hall - 9 janvier 1970)
6. How Many More Times (Page/Jones/Bonham) (Royal Albert Hall - 9 janvier 1970)
7. Moby Dick (Bonham/Jones/Page) (Royal Albert Hall - 9 janvier 1970)
8. Whole Lotta Love (Page/Bonham/Plant/Jones) (Royal Albert Hall - 9 janvier 1970)
9. Communication Breakdown (Page/Jones/Bonham) (Royal Albert Hall - 9 janvier 1970)
10. Bring It on Home (Page/Plant) (Royal Albert Hall - 9 janvier 1970)
11. Immigrant Song (Page/Plant) (Sydney Showground - 27 février 1972)
12. Black Dog (Page/Plant/Jones) (Madison Square Garden - 27, 28, et 29 juillet 1973)
13. Misty Mountain Hop (Page/Plant/Jones) (Madison Square Garden - 27, 28, et 29 juillet 1973)
14. Going to California (Page/Plant) (Earls Court - 25 mai 1975)
15. In My Time of Dying (Bonham/Jones/Page/Plant) (Earls Court - 25 mai 1975)
16. Stairway to Heaven (Page/Plant) (Earls Court - 25 mai 1975)
17. Rock and Roll (Page/Plant/Jones/Bonham) (Knebworth - 4 août 1979)
18. Nobody's Fault but Mine (Page/Plant) (Knebworth - 4 août 1979)
19. Kashmir (Bonham/Page/Plant) (Knebworth - 4 août 1979)
20. Whole Lotta Love (Page/Bonham/Plant/Jones) (Knebworth - 4 août 1979)

## Certifications
| Pays                    | Certification |
| ----------------------- | ------------- |
| Allemagne (BVMI)        | 3 × Or        |
| Australie (ARIA)        | Platine       |
| Autriche (IFPI)         | Or            |
| Belgique (BEA)          | Or            |
| États-Unis (RIAA)       | 2 × Platine   |
| Finlande (IFPI)         | Or            |
| France (SNEP)           | Or            |
| Irlande (IRMA)          | 3 × Platine   |
| Italie (FIMI)           | Platine       |
| Nouvelle-Zélande (RMNZ) | 3 × Platine   |
| Pologne (ZPAV)          | Platine       |
| Royaume-Uni (BPI)       | 3 × Platine   |
| Suisse (IFPI)           | Or            |